# 卡爾戈波爾區

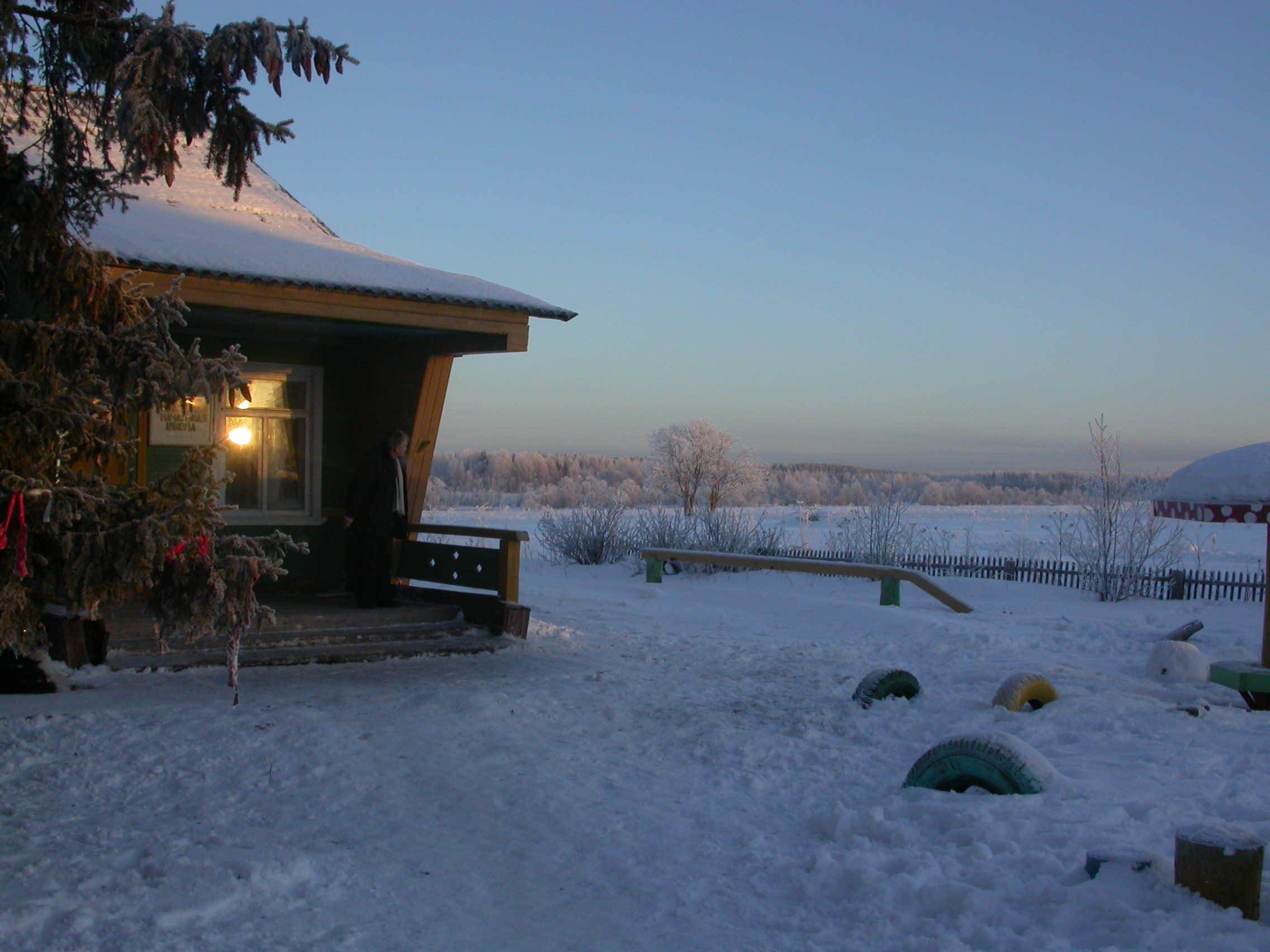

61°30′N 38°56′E / 61.500°N 38.933°E
卡爾戈波爾區（俄语：Каргопольский район），是俄羅斯的一個區，位於該國西北部，由阿爾漢格爾斯克州負責管轄，始建於1929年7月15日，面積10,127平方公里，2010年人口18,466，人口密度每平方公里1.82人。